# Раздор (Володарский район)
Раздо́р — село в Володарском районе Астраханской области. Входит в состав Хуторского сельсовета. Население 199 человек (2010) .

## История
На немецкой карте 1942 года село было обозначено как аул Раздоринский.

## География
Село расположено в юго-восточной части Астраханской области, в дельте реки Волги, на левом берегу реки Белый Ильмень, в месте впадения двух правых протоков: р. Рыча и р. Быстрая.
уличная сеть
ул. Береговая, ул. Полевая, ул. Садовая, ул. Советская.
Часовой пояс
Раздор, как и вся Астраханская область, находится в часовой зоне МСК+1. Смещение применяемого времени относительно UTC составляет +4:00.

## Население
| 2002 | 2010 |
| ---- | ---- |
| 166  | ↗199 |

Национальный и гендерный состав
По данным Всероссийской переписи, в 2010 году численность населения посёлка составляла 199 человек (83 мужчины и 116 женщин, 41,7 и 58,3 %% соответственно).
Согласно результатам переписи 2002 года, в национальной структуре населения посёлка казахи составляли 68 % от общей численности населения в 166 жителя.
| Национальность | Численность (2010) | Процент |
| -------------- | ------------------ | ------- |
| Казахи         | 142                | 72,4%   |
| Русские        | 50                 | 25,5%   |
| Белорусы       | 4                  | 2%      |
| Всего          | 196                | 100%    |

## Транспорт
Подъезд к региональной автотрассе 12К 018 Автодорога Астрахань — Марфино (от автодороги Астрахань — Красный Яр). Остановка общественного транспорта «Раздор», ежедневно ходят рейсовые автобусы с небольшими интервалами в райцентр Володарский и областной центр — Астрахань.
Проселочные дороги.